# Драгоманов Яків Якимович
Яків Якимович Драгоманов (8 (20) березня 1801–1840) — прапорщик Полтавського піхотного полку, декабрист, брат Петра Якимовича Драгоманова, дядько історика Михайла Петровича Драгоманова та письменниці Олени Пчілки.

## Життєпис
З дворян Полтавської губернії. Народився в с. Монастирські Будища Гадяцького повіту Полтавської губернії (нині с. Малі Будища Гадяцького повіту Полтавської області). Батько — військовий скарбничий, колезький асесор Яким Стефанович Драгоманов. Мати Ганна Драгоманова походила із заможного роду Колодяжинських.
У службу вступив до канцелярії ради військового міністра — 1 березня 1817 року, переведений до канцелярії військового губернатора в чині губернського реєстратора — 1 серпня 1817 року, звільнений з канцелярії — 17 серпня 1820 року.
1820 року вступив юнкером доПолтавського піхотного полку, згодом став прапорщиком і поповнив ряди таємного «Південного товариства», затим — Товариства об'єднаних слов'ян з весни 1825 року. Драгоманов однією з причин створенняТовариства об'єднаних слов'ян вважав необхідність боротьби проти бідності селян. Знав, що метою товариства є зміна уряду. Читав клятву слов'ян. Два рази був на зборах у Андрієвича. Сам в товариство нікого не прийняв, серед підлеглихагітацію не проводив. У день повстання на Сенатській площі він перебував у шпиталі, і це врятувало його від каторги. На слідстві Яків Драгоманов поводився гідно, відкрито заявивши, що джерелом його революційних переконань є невдоволення чинним ладом.
Заарештований і доставлений в Головну квартиру 1 армії для залучення до військового суду.
Височайше наказано (15 грудня 1825 року) тримати 3 місяці у Дінабурзькій фортеці і перевести в полки 3 піхотної дивізії під суворий нагляд начальства.
Після закінчення терміну ув'язнення в фортеці переведений в Староінгерманландскій піхотний полк — 16 грудня 1826 року. В чині прапорщика, звільнений від служби за хворобою — 21 лютого 1828 року і залишений під суворим секретним наглядом.
Цей факт вияву інакомислення міцно закарбується в пам'яті всіх членів драгоманівського роду й передаватиметься в подальшому від покоління до покоління як одна з його знакових характеристик.
В кінці 1830-х років в журналах друкувалися його вірші. За сприянням друзів і брата Петра, який жив тоді в Петербурзі, йому вдавалося час від часу публікувати свої вірші в періодичній пресі, в альманахах — «Північному Меркурії», «Гірлянда», «Сині батьківщини».
Декабристу Драгоманову не судилося стати великим поетом. Досягла вершин поезії внучка його брата, Петра Якимовича Драгоманова — Лариса Петрівна Косач (Леся Українка).